# Colle San Marco
Colle San Marco (o semplicemente San Marco; Sammàrchë in dialetto ascolano) è una frazione del comune di Ascoli Piceno, nella regione Marche. La sua posizione isolata e la fitta vegetazione lo hanno reso nei secoli una meta privilegiata di monaci e anacoreti per periodi di meditazione e preghiera. Durante l’Alto Medioevo il Colle San Marco fu luogo dedicato a forme di misticismo e religiosità ed è sulla parete di travertino che fu eretto l'Eremo di San Marco, una cavità naturale chiusa da una costruzione a forma di chiesetta con campanile e collegata al sentiero da una scalinata in pietra.

## Geografia fisica

### Territorio
Insieme con il monte Ascensione, la retrostante montagna dei Fiori ed il colle di Rosara è uno dei maggiori rilievi che circondano l'agglomerato urbano ascolano da cui dista circa 12 km ed è raggiungibile percorrendo la strada che esce dalla città da Porta Cartara.
La zona principale è il Pianoro di San Marco, un terrazzo naturale sulle pendici della montagna dei Fiori, sito alla quota di 694 m sul livello del mare, circa a metà strada e metà altezza tra Ascoli e la sovrastante località montana di San Giacomo di Valle Castellana. 

A Colle San Marco sono concentrati impianti sportivi, verde attrezzato, un'area destinata alla sosta dei camper, alcune strutture ricettive e bar.
Il profilo del rilievo collinare è caratterizzato da un'enorme formazione di roccia calcarea che svetta sulla sua sommità e scende perpendicolarmente lungo il fianco nord. A ridosso dello strapiombo, completamente attaccata alla rupe, si apre la facciata dell'Eremo di San Marco, visibile anche dal centro storico di Ascoli; più verso la frazione di Piagge, si trova il Dito del Diavolo, un suggestivo sperone roccioso che spicca tra la folta vegetazione.

## Origini del nome
La denominazione Colle San Marco deriva dal nome dell'eremo, costruito a ridosso della parete rocciosa del rilievo, dedicato a san Marco evangelista.

## Storia
Il Colle San Marco durante la seconda guerra mondiale è stato teatro di scontri tra i partigiani locali e le truppe tedesche. I partigiani (giovani ascolani, soldati e volontari), vi si rifugiarono a partire dal 13 settembre 1943 per organizzare la Resistenza ascolana. Il loro comando era dislocato nella villa Parisi. Furono loro a distruggere il ponte di Castel Trosino con lo scopo di impedire agli invasori di raggiungere Valle Castellana e l'alta valle del torrente Castellano con i relativi paesi ivi dislocati. 

Ma il 3 ottobre 1943 la località fu completamente circondata dai varie truppe tedesche provenienti da più direzioni.
Alcuni patrioti cercarono rifugio nella boscaglia, altri tentarono di risalire verso monte per poi raggiungere Valle Castellana, altri si appostarono in località Rocce e Vene Rosse, cercando di contrastare le truppe tedesche con la mitragliatrice. E proprio costoro - che si sacrificarono nell'estremo nel tentativo di coprire le spalle ai compagni - furono i primi prigionieri e primi martiri: tra questi lo studente Alessandro Panichi e l'aviatore Serafino Cellini, entrambi decorati con la medaglia d'oro al valor militare alla memoria. 
Nella zona del Pianoro è stato eretto il monumento dedicato ai Partigiani, inaugurato nell'anno 1965 alla presenza dell'allora Presidente del consiglio Aldo Moro.

## Sport e tempo libero
La località di Colle San Marco, soprattutto nella bella stagione, è attraversata da numerosi ciclisti, che da Ascoli e dalle località costiere, salgono nella località turistica montana di San Giacomo. È anche mèta per chi pratica l'escursionismo e la mountain bike, essendo circondata da numerosi sentieri e carrareccie che salgono verso la Montagna dei Fiori e che provengono dagli abitati di Ascoli Piceno e Castel Trosino. Nella zona del Pianoro c'è il Centro sportivo "Giulio Franchi" con campi da gioco per il tennis, padel e calciotto.

### Coppa "Paolino Teodori"
Ogni anno si tiene la Coppa Paolino Teodori, una cronoscalata automobilistica che partendo da colle San Marco raggiunge Colle San Giacomo. La prima edizione si svolse nel 1962.

### Parco avventura "Colle San Marco"
Inaugurato nel 2022, è uno dei più grandi parchi avventura del centro italia. È composto principalmente da sei percorsi per bambini e adulti con ponti tibetani, passerelle e percorsi in quota e altro.

### 25 aprile
Ogni 25 aprile è tradizione per la cittadinanza ascolana ritrovarsi nelle aree verdi del Pianoro in occasione della festa di San Marco. In seguito alle lotte partigiane e all'istituzione della celebrazione dell'Anniversario della liberazione d'Italia al tradizionale significato religioso si è aggiunto anche quello della celebrazione pubblica.

## Galleria d'immagini

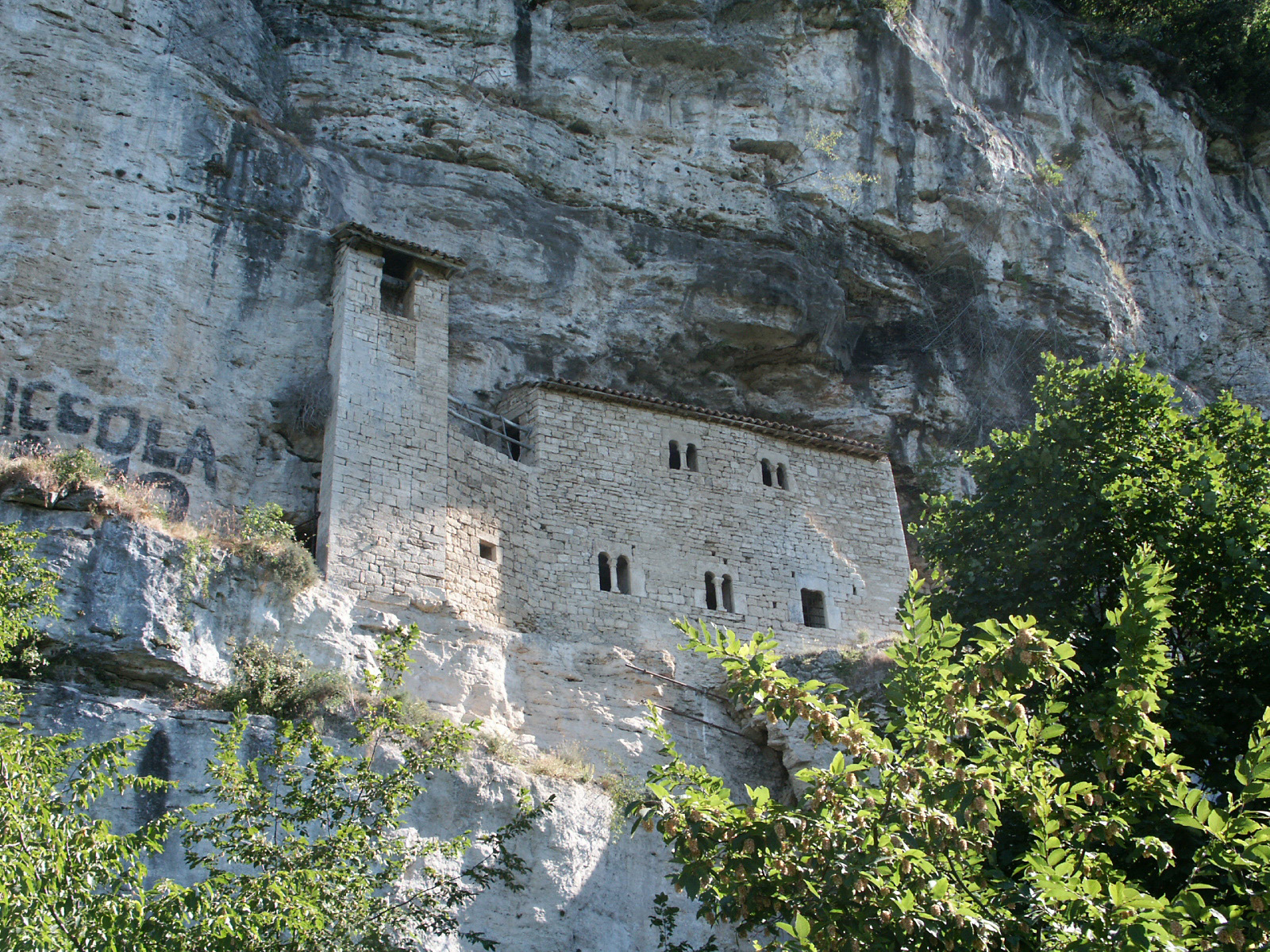
Eremo di San Marco
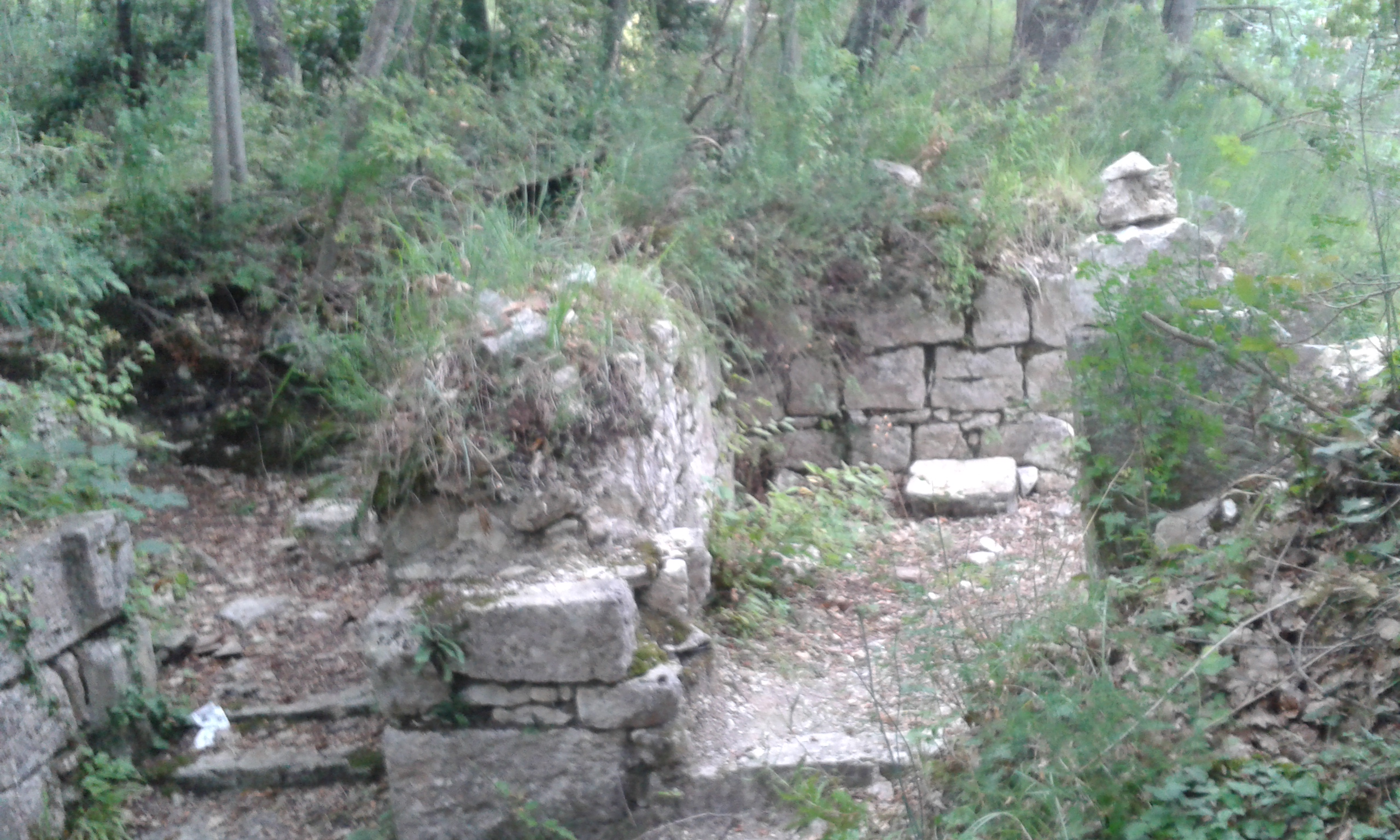
Ruderi del monastero di San Lorenzo alle Piagge